# Station Zapplin
Station Zapplin was een spoorwegstation in de Poolse plaats Czaplin Mały (tot 1945 Klein-Zapplin) aan de spoorlijn van Wysoka Kamieńska (Wietstock (Pommern)) naar Trzebiatów (Treptow (Rega)) .
De spoorlijn is in 1945 door het Rode Leger ontmanteld.